# Great Caribou Island
Great Caribou Island är en ö i Kanada.   Den ligger i provinsen Newfoundland och Labrador, i den östra delen av landet, 1 600 km öster om huvudstaden Ottawa. Arean är 11,7 kvadratkilometer.
Terrängen på Great Caribou Island är platt. Öns högsta punkt är 84 meter över havet. Den sträcker sig 4,4 kilometer i nord-sydlig riktning, och 5,0 kilometer i öst-västlig riktning.